# Lešje, Vojnik
Lešje je naselje v Občini Vojnik.